# Lars Kuppi

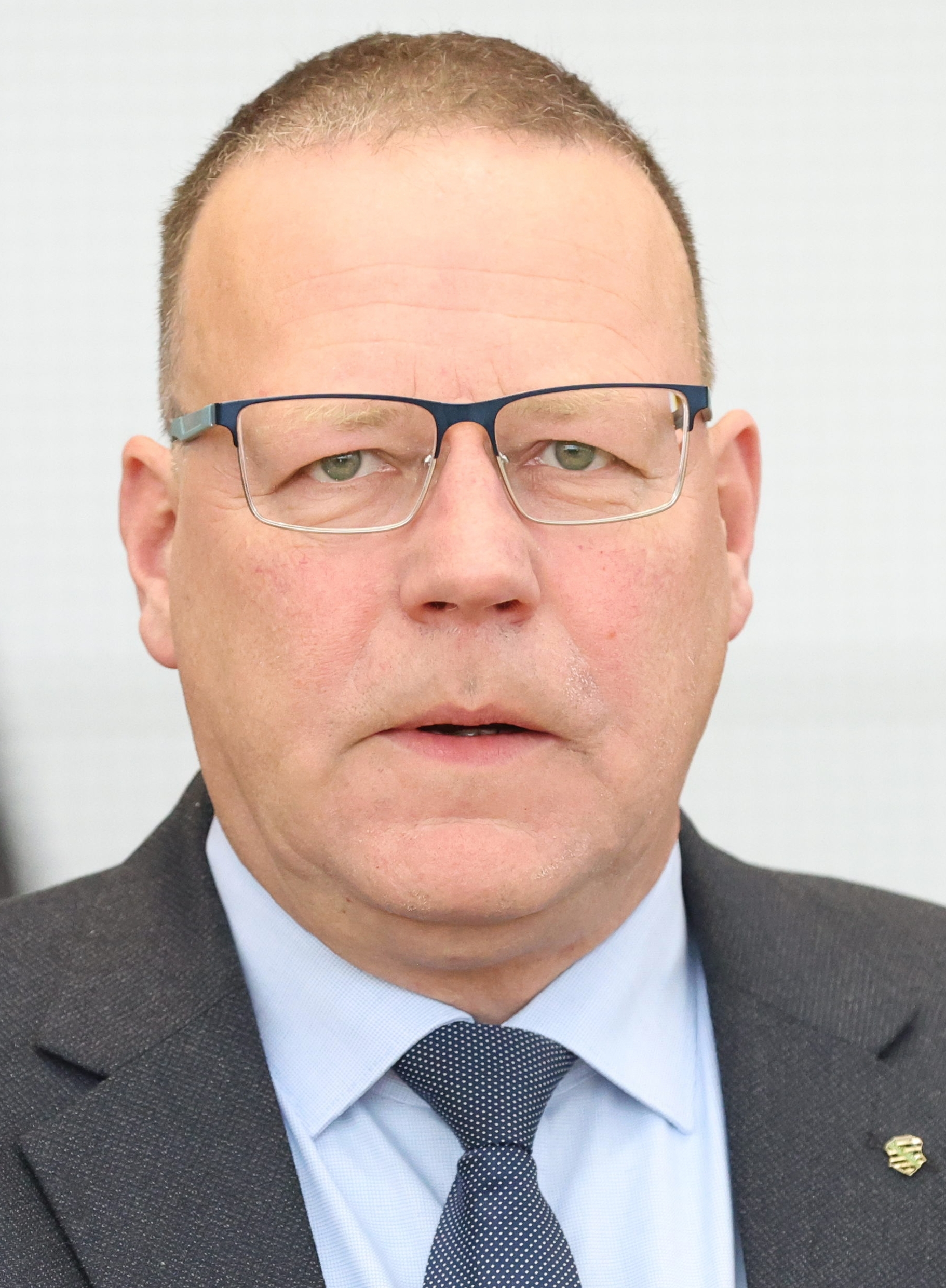
Lars Kuppi (2024)

Lars Kuppi (* 1971 in Döbeln) ist ein deutscher Polizist und Politiker (AfD). Er ist seit 2019 Mitglied des Sächsischen Landtags.

## Leben
Nach dem Abitur 1990 diente Kuppi zwei Jahre bei der Bundeswehr. Anschließend absolvierte er von 1992 bis 1994 eine Ausbildung zum Polizisten. Danach war er für die Polizei Sachsen in den Polizeirevieren Bautzen, Döbeln und Chemnitz Nord-Ost tätig. Er ist Polizeiobermeister.
1992 wurde Kuppi Mitglied der Deutschen Polizeigewerkschaft, bei der er sich im Kreisvorstand Chemnitz (2009) und als stellvertretender Landesvorsitzender (2015–2017) engagierte. Die Deutsche Polizeigewerkschaft schloss ihn wegen eines öffentlichen Auftritts mit einem bundesweit bekannten Neonazi aus dem Verband aus. Gegen den Ausschluss klagte Kuppi vergeblich vor dem Landgericht Dresden. Im März 2023 akzeptierte er in einem Vergleich das Ende seiner Mitgliedschaft.
Im Juni 2018 verurteilte das Amtsgericht Döbeln Kuppi wegen Beleidigung eines Kollegen im Polizeirevier Döbeln zu 25 Tagessätzen à 25 Euro. Kuppi legte Beschwerde beim Landgericht Chemnitz ein, das im November 2018 jedoch das erstinstanzliche Urteil bestätigte. Am 6. Dezember 2017 hatte Kuppi im Treppenhaus des Reviers in Anwesenheit mehrerer anderer Beamter lautstark gerufen: „Das wird das Schwein nicht überleben.“ Gemeint war damit ein Kollege, der eine Beziehung mit seiner vorherigen Lebensgefährtin begonnen hatte. Während der Verhandlung sagte ein Zeuge aus, dass Kuppi den Mann zuvor „auf offener Straße niedergeschlagen“ hatte. Daraufhin war Kuppis Dienstwaffe eingezogen worden, er musste in einer Außenstelle arbeiten. Später folgte die Versetzung nach Chemnitz.
2015 trat Kuppi der AfD bei. Von 2016 bis 2018 war er stellvertretender Kreisvorsitzender der AfD Mittelsachsen. 2020 wurde er zum Kreisvorsitzenden gewählt und löste damit Rolf Weigand ab.
Bei der Landtagswahl in Sachsen 2019 zog Kuppi für die die AfD Sachsen über das Direktmandat im Wahlkreis Mittelsachsen 4 in den Sächsischen Landtag ein. Bei der Landtagswahl 2024 zog er erneut über das Direktmandat im Wahlkreis Mittelsachsen 4 in den Landtag ein. Im Landtag ist er  Vorsitzender des Ausschusses für Inneres, Kommunales und Sport. Außerdem ist er Mitglied des Parlamentarischen Kontrollgremiums, des Ausschusses für Schule und Bildung sowie des Petitionsausschusses. Er ist Beisitzer im Fraktionsvorstand und Sprecher für Feuerwehr, Rettungswesen und Katastrophenschutz.
Kuppi saß auch für die AfD im Stadtrat von Chemnitz, bis er 2020 zurück nach Döbeln zog und daher seinen Sitz im Stadtrat aufgeben musste. Er ist geschieden und Vater von fünf Kindern.